# اغتيال صالح العاروري
اغتيال صالح العاروري هي عملية عسكرية قام بها سلاح الجو الإسرائيلي في 2 يناير 2024، حيثُ تم اغتيال صالح العاروري، نائب سابق لرئيس المكتب السياسي لحركة المقاومة الإسلامية "حماس"، وأسهم في تأسيس (كتائب القسام) الجناح العسكري لحماس في الضفة الغربية، وجرت عملية الاغتيال بعد قصف مكتب لحركة حماس في حي الضاحية في بيروت، لبنان. كما أسفرت الغارة عن مقتل ستة أفراد آخرين، من بينهم اثنين من قادة القسام هما سمير فندي (أبو عامر) وعزام الأقرع (أبو عمار).
وكان صالح العاروري نائب رئيس المكتب السياسي لحماس وأحد مهندسي عملية طوفان الأقصى. كما كان مسؤولاً عن توسيع أنشطة حماس في الضفة الغربية التي تحتلها إسرائيل، بما في ذلك الهجمات على الإسرائيليين. ويعتقد على نطاق واسع بأن إسرائيل هي التي قامت باغتيال صالح العاروري. إلا أن إسرائيل لم تؤكد أو تنفي تورطها في عملية الاغتيال.
ويذكر بأن عملية الاغتيال وقعت قبل يوم واحد من إحياء حزب الله الذكرى الرابعة لاغتيال القائد العسكري الإيراني قاسم سليماني.

## خلفية الحدث
بتاريخ 8 أكتوبر 2023، أطلق حزب الله صواريخ موجهة وقذائف مدفعية على مواقع إسرائيلية في مزارع شبعا، وذلك بعد يوم واحد من عملية طوفان الأقصى. وردت إسرائيل بشن هجمات بطائرات بدون طيار وقذائف مدفعية على مواقع حزب الله بالقرب من الحدود اللبنانية مع مرتفعات الجولان التي تحتلها إسرائيل. جاء اندلاع الهجمات بين حزب الله وإسرائيل في أعقاب إعلان حزب الله دعمه وإشادته بعملية طوفان الأقصى.
وحتى عام 2015، عاش العاروري في تركيا. وفي ديسمبر/كانون الأول 2015، ترددت أنباء عن خروجه من تركيا إلى لبنان. وفي عام 2015، خصصت الولايات المتحدة مكافأة قدرها 5 ملايين دولار لمن يأتي بمعلومات تساعد في القبض على صالح العاروري، وصنفته على أنه إرهابي عالمي محدد بشكل خاص.

## التحريض على اغتياله
في عام 2015، أعلن برنامج "مكافآت من أجل العدالة" الأمريكي عن مكافأة تصل إلى 5 ملايين دولار مقابل الإدلاء بمعلومات عن العاروري، المعروف أيضا باسم صالح محمد سليمان العاروري، وصالح سليمان، وذلك بعد أن قامت خلية تابعة "كتائب القسام" عام 2014 باختطاف ثلاثة مستوطنين قرب الخليل قبل أن يقتلوا.
مع بداية تنشيط المجموعات المسلحة في فلسطين، ولا سيما في بداية عام 2022، أصبح مسؤولون أمنيون بارزون في إسرائيل، بالإضافة إلى وسائل الإعلام، يشنون حملات ضد نائب رئيس الحركة صالح العاروري، حيث يتهمونه بالتورط في العمليات العسكرية التي وقعت في الضفة الغربية (في عام 2022 وحتى منتصف عام 2023)، حيث ألقى رئيس الوزراء الإسرائيلي بنيامين نتنياهو كلمة أتهم فيها العاروري بالوقوف وراء الهجمات الأخيرة في الضفة الغربية. قال نتنياهو في جلسة حكومته الأسبوعية: «للقائد الحمساوي الذي أقر بمسؤوليته عن الهجوم الذي أسفر عن مقتل أب وابنه في حوارة، ليس بالصدفة أن يكون مختبئًا، وسيدفع الثمن كاملاً»
بعد خطاب بنيامين نتنياهو، وبتاريخ 27 أغسطس 2023، نشر صالح العاروري صورة له وهو يرتدي الزي العسكري وأمامة بندقية وثلاثة هواتف يجري خلالها اتصال، وذلك رداً على تهديدات رئيس حكومة الاحتلال باغتياله واغتيال قادة "حماس".
وفي لقاء مصور مع قناة الميادين، قال العاروري: «الآجال والأعمار بيد الله وأنا عمري ما توقعت أن أبلغ هذا العمر أصلا، والشهادة ولقاء الله هو الفوز العظيم الذي نتمنى ان تختم لنا به الحياة»
وفي لقاءه الأخير مع وسائل الإعلام، أدلى العاروري بالتصريح التالي وقال: «لا نخشى تهديدات الاحتلال وأشعر أنني تجاوزت عمري الافتراضي وأهلاً بالشهادة متى جاءت مثل بقية الذين سبقونا، وأي عدوان على الأقصى بهدف السيطرة عليه وتغيير الوضع القائم فيه سيواجه بمعركة إقليمية»

## اغتياله
تُظهر لقطات كاميرات المراقبة التي نشرتها قناة إم تي في اللبنانية أن الهجوم وقع حوالي الساعة 5:41 مساءً بالتوقيت المحلي، وكان مع لقطات الكاميرا صوت واضح لغارة جوية مع صوت طائرة حربية. وتُظهر لقطات هواتف المارة الذين قاموا بتصوير الحدث بوجود سيارة واحدة على الأقل وقد اشتعلت فيها النيران أمام مبنى سكني متضرر بينما كان العشرات يتجمعون في المنطقة بعد الغارة مباشرة. وذكرت التقارير الأولية أن أربعة من أعضاء حماس قتلوا ولكن ارتفع العدد إلى ستة وبينهم مدني. وأعلنت قناة الأقصى التابعة لحماس أن قادة كتائب الشهيد عز الدين القسام سمير فندي، وعزام الأقرع، قُتلا في الغارة إلى جانب العاروري. وتعرف إسماعيل هنية في وقت لاحق على ثلاثة آخرين من أعضاء حماس الذين قتلوا، وأعلن عن مقتل محمود زكي شاهين ومحمد بشاشة ومحمد الريس وأحمد حمود.
وأكد اثنان من كبار المسؤولين الأمريكيين أن إسرائيل كانت مسؤولة عن الغارة.